# Dillwynia sericea
Espèce
Dillwynia sericea est une espèce de plantes à fleurs de la famille des Fabaceae. C'est un arbuste buissonnant que l'on trouve dans le Sud-Est de l'Australie.

## Liste des variétés
Selon Tropicos (6 août 2013) (attention : liste brute contenant possiblement des synonymes) :
- variété Dillwynia sericea var. glabriflora Blakely